# Нојбург ан дер Камел
Нојбург ан дер Камел (њем. Neuburg an der Kammel) град је у њемачкој савезној држави Баварска. Једно је од 34 општинска средишта округа Гинцбург. Према процјени из 2010. у граду је живјело 3.126 становника. Посједује регионалну шифру (AGS) 9774162.

## Географски и демографски подаци
Нојбург ан дер Камел се налази у савезној држави Баварска у округу Гинцбург. Град се налази на надморској висини од 506 метара. Површина општине износи 37,9 km². У самом граду је, према процјени из 2010. године, живјело 3.126 становника. Просјечна густина становништва износи 82 становника/km².

## Међународна сарадња
| Мјесто | Држава    | Врста сарадње | Од    |
| ------ | --------- | ------------- | ----- |
|        | Француска | партнерство   | 1966. |
| Извор  |           |               |       |